# Ternstroemia jelskii
Ternstroemia jelskii är en tvåhjärtbladig växtart som först beskrevs av Szyszylowicz, och fick sitt nu gällande namn av Melchior. Ternstroemia jelskii ingår i släktet Ternstroemia och familjen Pentaphylacaceae. Inga underarter finns listade i Catalogue of Life.